# Archiv Produktion
La Archiv Produktion è un'etichetta discografica tedesca, sussidiaria della Deutsche Grammophon, fondata nel 1947 e specializzata nella musica antica e barocca.

## Storia
Soprannominata silver label (dal colore del marchio), la Archiv Produktion si è caratterizzata sin dal suo esordio, per la pubblicazione di dischi di musica antica e barocca (Helmut Walcha e Karl Richter per la musica di Bach e Händel) con interpreti che a quel tempo erano considerati i pionieri della musica filologica su strumenti d'epoca (Ralph Kirkpatrick, Cappella Coloniensis, Colin Tilney, Pro Cantione Antiqua).
Il primo disco, Helmut Walcha playing Bach è stato realizzato nel 1947 ed è uscito nel 1948.
A capo della direzione dell'etichetta si susseguirono negli anni il musicologo Fred Hamel (1948-1957), il professore alla università di Amburgo Hans Hickmann (1958-1968), Andreas Holschneider (1970-1991) e Peter Czornyj (dal 1992).
Dagli anni '80 l'etichetta ha iniziato ad includere nel proprio catalogo anche musiche di compositori del periodo romantico (come Schumann e Berlioz) sempre con esecuzioni filologiche e su strumenti d'epoca affidate a Sir John Eliot Gardiner.
Tra gli ulteriori interpreti presenti nel catalogo Archiv troviamo Reinhard Goebel, Magdalena Kožená, Andrea Marcon, Anne Sofie von Otter, Trevor Pinnock, Alan Curtis, Simone Kermes, Paul McCreesh e Marc Minkowski.
Parallelamente, la Decca Records ha anche acquisito i diritti del catalogo delle registrazioni degli editori musicali franco-australiani Éditions de l'Oiseau-Lyre nel 1970 e ha iniziato a pubblicare registrazioni di musica antica utilizzando il marchio l'Oiseau-Lyre.